# Wiener U-Bahn
Wiener U-Bahn er en undergrundsbane i Østrigs hovedstad Wien. Systemet blev åbnet under dette navn i 1976, og udgør sammen med S-banenettet, Wiener Straßenbahn, buslinjer og Badner-banen en stor del af den kollektive transport i Wien. Wiener U-Bahn består af fem linjer, og er delvist baseret på strækninger af S-banenettet. De bliver drevet af selskabet Wiener Linien GmbH & Co KG (Wiener Linien), som hører under Wiener Stadtwerke AG, der ejes 100 procent af byen Wien.

## U-banenettet
Wiens U-banenet består af fem linjer (U1, U2, U3, U4 og U6) (2013), er 78,4 kilometer langt og har 109 stationer, hvoraf ti er omstigningssteder mellem to eller tre linjer. U-banen er i drift fra omkring kl. 5 om morgenen til ca. kl. 0.30. Der bliver kørt med 2- til 5-minutters interval i dagtiden, og efter kl. 20 køres med 7- til 8-minutters interval. Der befordres omkring 567,6 mio. passagerer (2011)
Hver linje har sin egen kendingsfarve, som også genfindes på de fleste stationer. Sammen med farven har hver linje sin egen karakteristiske udformning. Således er mange stationer på U3-linjen kunstnerisk udsmykket (f.eks. stationen Schweglerstraße) eller tager udgangspunkt i områdets historie, mens U6 og delvist U4 er præget af Otto-Wagner-stationerne, der er originaltro renoveret.

### Linjeoversigt
| linje | Strækning                  | Ibrugtaget                                      | Længde  | Stationer | Gnmsnitlig stationsafstand |
| ----- | -------------------------- | ----------------------------------------------- | ------- | --------- | -------------------------- |
| U1    | Oberlaa ↔ Leopoldau        | 1978 til 2017                                   | 19,2 km | 24        |                            |
| U2    | Seestadt ↔ Karlsplatz      | 1980 til 2013                                   | 16,7 km | 20        | 879 m                      |
| U3    | Ottakring ↔ Simmering      | 1991 til 2000                                   | 13,5 km | 21        | 670 m                      |
| U4    | Hütteldorf ↔ Heiligenstadt | 1976 til 1981 (1898 som Stadtbahn)              | 16,4 km | 20        | 861 m                      |
| U6    | Siebenhirten ↔ Floridsdorf | 1989 til 1996 (Delstrækning 1898 som Stadtbahn) | 17,5 km | 24        | 754 m                      |

### Den manglende linje U5
Det kan undre, at der ikke findes en linje U5. Ved planlægningen Wiens U-banenet i årene 1966 til 1973 fik de fremtidige linjer samtidig numre. Nummeret U5 brugte man på det tidspunkt til en række linjer, som man imidlertid senere ikke fandt egnet til at bygge. I det tidlige planmateriale skulle U5 køre mellem Meidling Hauptstraße og St. Marx i en delvis tunnelstrækning under den sydlige Gürtelstrækning. Senere betegnede man den forlængelse af U2 fra Schottentor til Stadion, der åbnes i maj 2008, som U5. Strækningen skulle have fortsat i vestlig retning mod Hernals. U5 mangler derfor på den eksisterende strækningsplan.
I 2003 fremkom der igen planer om en fremtidig linje U5, som skulle overtage en planlagt sydlig sidegren af U2 til Rathaus, og fortsætte til Hernals. Planerne blev dog skrinlagt.
I nogle planer var der desuden forudsat en linje U7 mellem bydelene Floridsdorf og Donaustadt, som skulle forbinde stationerne Floridsdorf, Kagran og Aspern øst for Donau. Dette projekt blev dog ikke anset som forsvarligt på grund af for lille passagergrundlag, da områderne ikke havde tilstrækkelig boligudbygningsgrad. Linjen blev aldrig projekteret, da det var en væsentlig billigere løsning at indsætte en hurtig-sporvogn, som kunne befordre stort set samme antal passagerer.

### Stationer
Adgangsvejene til perronerne på linje U2, U4 og U6 er ret korte, da stationerne er etableret på grundlag af Stadtbahn- og sporvognsstrækningerne, hvor stationerne ligger tæt på overfladen. U1 og U3 blev imidlertid planlagt som nye linjer, og blev for det meste etableret dybt under overfladen, og adgangen kræver derfor længere gåture eller rulletrappekørsler. Det giver dog et større opland omkring stationen, fordi stationsopgangene i hver ende af perronerne kommer til at ligge langt fra hinanden på overfladen. Således ligger nedgangene ved stationen Kettenbrückengasse på linje U4 cirka 120 meter fra hinanden, og ved stationen Neubaugasse på linje U3 ligger de fjerneste nedgange omkring 400 meter fra hinanden. Alle stationer har elevatorer eller er niveaufri, og de er derfor handicapvenlige. Sådan har det dog ikke altid været. Ved afslutningen af den første udbygningsfase i 1982 blev 24 stationer på U1, U2 og U4 bygget uden elevatorer. På disse stationer etablerede man fra 1994 til 2004 løbende i alt 35 elevatorer. Sidste station, der fik elevatorer, var U1-stationen Taubstummengasse i april 2004. Elevatorer, der har mere end to stop er siden 1999 blevet udstyret med en akustisk stemme, som oplyser om etagerne, således at synshæmmedes behov også imødekommes.
Arkitekterne W. Holzbauer, H. Marschalek, G. Ladstätter og B. Gantar udviklede sammen som Architektengruppe U-Bahn (AGU) et ensartet panelmodulsystem, som præger flertallet af stationerne. Alle bygningsdele af én type er ens bygget efter deres anvendelse og omfatter perronområder, passager, trapperum og gange. Ved siden af funktionaliteten opnår Wiener U-bahn dermed en ensartet fremtoning. Bygningsdelene er på hver station forsynet med linjefarver, hvilket særligt på stationer med flere krydsende linjer letter orienteringen. Derudover er perronområder og skinneanlæg visuelt klart adskilt: Området, hvor man må færdes, er kraftigt belyst og adskiller sig tydeligt fra skinneområdet, som holdes mørkt og råt. Perrontagkanten er udstyret med et gennemgående lysbånd, så grænsen mellem de to områder er nem at kende.
De gamle Wiener Stadtbahn-stationer er i jugendstil og tegnet af den østrigske arkitekt Otto Wagner. På linje U4 er det kun stationerne Schönbrunn og Stadtpark, der er bibeholdt i original. De øvrige stationer på linjen er ombygget, herunder også den berømte station på Karlsplatz, som er mødepunkt for tre linjer (U1, U2 og U4). På den gamle stadtbahn-strækning langs Gürtel, har man med linje U6 bevaret flere af de gamle stationer og integreret dem i den nye U-bane.
I mod sætning til flere andre storbyer bliver der i Wiener U-bahn ikke benyttet en særlig metode til at adskille eller styre strømmen af ind- og udstigende passagerer. Stationerne har ingen separate ind- og udgange til eller fra perronerne, ligesom man heller ikke har en løsning med perroner på begge sider af toget, hvor passagerer stiger af i den ene side af toget og stiger på i den anden side, hvilket muliggør en hurtigere ind- og udstigning. Sådanne løsninger findes f.eks. i Barcelona og München. Som regel giver det ikke problemer – heller ikke i myldretiden. Det øgede passagerantal ved Europamesterskabet i fodbold 2008 gav således heller ingen problemer.

## Historie
Efter et usædvanlig langt planlægningsforløb for bygningen af et underjordisk ført skinnetransportmiddel, blev der i slutningen af det 19. århundrede etableret et bane-grundnet, som bestod af Wiener Stadtbahn, die Vorortlinie og die Verbindungsbahn, og som i begyndelsen blev drevet som en almindelig dampjernbane. Byen Wien overtog i 1920'erne Stadtbahn og dermed den inderste ring i nettet. Byen elektrificerede strækningen for drift med sporvognslignende vogne. Først i slutningen af 1960'erne enedes byrådet om udbygningen af den bestående Stadtbahn til et U-banenet, der kunne opfylde byens behov. Det første delafsnit blev åbnet i 1976. Bygningen af U-banenettet inddeles i flere etaper:
- 1. udbygningsetape mellem 1969 og 1982 (Grundnettet U1, U2, U4)
- 2. udbygningsetape mellem 1982 og 2000 (to nye linjer U3, U6)
- 3. udbygningsetape mellem 2000 og 2010 (forlængelse af U1, U2)
- 4. udbygningsetape mellem 2010 og 2020 (videre udbygning af nettet)

### Årtiers planlægning
Planlægningen af en underjordisk jernbane i Wien kan spores tilbage til 1840'erne. Der findes talrige planer og koncessionsansøgninger for bygningen af et sådan projekt, hvorved Wien fremstår som byen med den mest omfattende U-bane planlægning.
I 1844 indgav ingeniøren Heinrich Sichrowsky en koncessionsansøgning med en ide til en såkaldt "atmosfærisk jernbane" efter et system af Medhurst og Clegg. Togene skulle bevæges fremad på hydraulisk vis med en luftpumpe drevet af en påmonteret dampmaskine. Sichrowskys strækning skulle gå fra Lobkowitzplatz under Wiens glacis videre til Wienfluss ud til Hütteldorf. Selvom sådanne baner var blevet bygget i London og Paris, kunne der ikke findes investorer i Wien til hans forehavende, så ideen blev forkastet. Også Verbindungsbahn-projektet af Julius Pollak (1849) var planlagt som atmosfærisk system.
Sichrowskys forslag var begyndelsen til en række af planer, som dog for det meste ikke kunne vinde opbakning, og dermed heller ikke virkeliggøres. Eksempelvis foreslog byplanlæggeren Ludwig Zettl, at overdække den gamle stadsgrav i stedet for at kaste den til, for i denne tildækkede grav at indrette en hestetrukken jernbane. På den måde ville man have etableret en forbindelse mellem centralbanegården og markedshallen. Samtidig skulle den gasbelyste tunnel tjene som fødevarelager. Indtil 1873 fremkom mindst 25 forskellige planer for en bybane. Kun Verbindungsbahn, som fremkom i forbindelse med den omfangsrige helhedsplan af Carl Ritter von Ghega til Wiens byudvidelse, blev senere virkeliggjort som en del af Schnellbahn-stamstrækningen. Ghega havde i øvrigt allerede udarbejdet et Gürtelbahn-projekt i 1845 langs med den gamle forsvarsbymur. Fra 1873 stammer også den første plan for en U-bane i dybtliggende tunnelrør af Emil Winkler. Det er værd at bemærke, at planen baserer sig på resultaterne af den første systematiske trafiktælling i Wien.
En ny bølge af projekter for den offentlige nærtrafik udviklede sig i kølvandet på fuldendelsen af Ringstraße. Åbenbart overbeviste die britiske ingeniører James Bunton og Joseph Fogetys koncept, da dette blev antaget i 1881. Dette var i øvrigt den 30. plan. Strækningen skulle føres henholdsvis som højbane, som tunnelbane og i åben grav. Bygningen af Bunton og Fogertys bane var omstridt, ikke mindst på grund af dens karakter som højbane, der af mange blev anset som ødelæggende for bybilledet. Projektet blev hele tiden forsinket, hvilket blev betragtet som kontraktbrud og koncessionen blev derfor ophævet i 1866. Igen satte en bølge af private tilbud ind, men de blev alle betragtet som for dyre eller de nødvendige kautioner kunne ikke fremskaffes inden for tidsfristen.

### Stadtbahn som grundsten for Wiener U-bahn
I 1890 satte byen Wien, Erzherzogtum Österreich unter der Enns  (det senere forbundland Niederösterreich, som Wien dengang tilhørte), staten og donaureguleringskommissionen en stopper for de talrige planer med nedsættelsen af "Commission für Wiener Verkehrsanlagen" (Kommission for trafikanlæg i Wien). Man begyndte nu fra statslig side selv med planlægningen. To år senere, den 6. februar 1892, vedtog man en lov om etablering af et stadtbahn-net med en længde på mere end 40 kilometer. Nettet var oprindelig tænkt som en almindelig jernbane med damplokomotivdrift og skulle bestå af tre hovedlinjer og tre lokalbaner. Spadestikket til arbejderne, som samlet blev udført gennem kaiserlich-königlichen österreichische Statsbahnen , skete den 7. december 1892. Bygningen af jernbaneanlægget begyndte dog først i 1894. Strækningerne, der nu var reduceret til fem linjer, kom i drift etapevis mellem 1898 og 1901. Som rådgiver for den kunstneriske udførelse valgte man arkitekten Otto Wagner, som lod opføre flere stationer i jugendstil. Disse stationer er til dels bevaret i dag og vidner om fortiden glans, fortrinsvis på Vorortlinie og på den nuværende U6.
En særlig smuk restaurering er sket af Otto Wagners Stadtbahnpavillon på Karlsplatz, hvor man dog har vendt trapperetningen med en stærk funktionel ændring til følge. Godt bevaret er også begge U6-stationerne Währinger Straße og Nußdorfer Straße, og derudover blev stationen Gumpendorfer Straße på linje U6 restaureret i sommeren 2006.
(Damp)stadtbahnen lykkedes imidlertid ikke i de første årtier at udvikle sig til et vigtigt massetransportmiddel. Det gjorde i stedet sporvognen fra omkring århundredeskiftet. I årene 1910 til 1918 fremkom der derfor nye planer for et massetransportsystem med stor kapacitet. Formodentlig inspireret af et U-baneprojekt fra AEG i 1895 fremkom Franz Musil i 1910 med et wiener U-baneprojekt, som forudsatte en underjordisk forbindelse mellem Hernals-Stephansplatz-Favoriten. Karl Hochenegg fremkom derimod samme år med en kombineret dybtliggende U-bane og en overfladenær undergrundsbane (tysk: Unterpflasterbahn. En banetype, hvor banerøret ikke lægges lige så dybt som i en U-bane og følger som regel gadenettet). Udbruddet af 1. verdenskrig i 1914 satte imidlertid de videre beslutninger helt i stå.
Efter 1918 var Wien en forvokset by i en tiloversbleven stat. Store U-baneplaner var nu udelukket på grund af den svære økonomiske situation. Dog blev Stadtbahn elektrificeret i 1925, hvilket der allerede var flere gange var stillet krav om før krigen. Dermed blev Stadtbahn til et selvstændigt system, som ikke længere havde sammenhæng til det resterende banenet, og derfor kunne man sammenflette banen med sporvognssystemet omkring Gürtel. Følgen var en frekvensstigning til det tredobbelte.
Efter Østrigs "anschluss" i det tredje rige i marts 1938 blev Wien i udstrækning den største by i Tyskland og den sjette-største by i verden efter at Nazityskland inddrog Wiens opland i dele af Niederösterreich i byen og skabte "stor-Wien". Det kom til nye planer for en Wiener U-bahn, denne gang ved Siemens Bauunion sammen med byens U-bane-planafdeling. Der blev også planlagt bygningen af en centralbanegård med sammenhæng til U-banen, og man stilede mod et trafikselskab bestående af bane og kommunale trafikmidler. Det kom kun til prøveboringer, og U-baneprojektet mistede ved 2. verdenskrigs udbrud sin forrang som propagandamiddel og beskæftigelsesprojekt, hvorved planerne igen kom til at ligge stille.

### Fra underjordisk sporvogn til U-bane
Efter 2. verdenskrig gav Wien størstedelen af de kortvarigt overtagne landområder tilbage til Niederösterreich. I byen tiltog privatbilismen kraftigt, og sporvognene blev anset som værende i vejen for denne trafik. Som flere andre steder i Europa blev sporvognsnettet i 1958 gjort mindre; dog gik man mere forsigtigt til værks end i så mange andre byer. De nedlagte sporvognslinjers opgaver overdrog man i de fleste tilfælde nye buslinjer.
Ganske vist erklærede genopbygningsprogrammet fra 1945 Siemens Bauunions krigsprojekt som officielt U-banenet – men det var indrettet til en by med tre til fire millioner indbyggere. I 1954 præsenterede Karl Brunner, der var ledende byplanlægger, et opstrammet projekt – men uden chance for virkeliggørelse. Et yderligere utopisk projekt var Rudolf Maculans skinneløse U-bane fra 1953.
I 1950'erne kom det til en politisering af U-banespørgsmålet, da ÖVP (som var i opposition) gik massivt ind for U-banen i forbindelse med kommunalvalgene i 1954 og 1959, mens det dominerende SPÖ stillede boligbyggeriet i forgrunden. Roland Reiner, der var Karl Brunners efterfølger, udarbejdede i 1961 en overordnet trafikplan, der var udtalt U-banefjendtligt.
Af de nævnte grunde besluttede Wiens bystyre sig ved en flertalsbeslutning mod et U-banenet. Samtidig blev det mere og mere klart, at et massetransportmiddel under jorden var nødvendigt. I lighed med de i den tid i Tyskland etablerede S-baner, favoriserede man et system af underjordiske sporvogne (tysk: Unterpflastenstraßenbahnen). Strækninger med senere U-bane-optioner var:
- Den i 1966 åbnede underjordiske linje 2
- Den i 1969 færdigbyggede "sydlige gürtel-linje"
- Den overjordisk løbende hurtigsporvognslinje 64 mellem Philadelphiabrücke og Siebenhirten

Af de dengang byggede tunneler blev kun linje 2 omstillet til U-banedrift (linje U2). Hurtigsporvognslinjen 64 overgik i 1995 i den sydlige forlængelse af U6.

### Bygningen af grundnettet
Først den 26. januar 1968 besluttede Wiens byråd bygningen af et U-banenet. Efter vurdering af omkring 25 forskellige projekter blev et 30 kilometer tæt grundnet anset som mest påtrængende. Det tætte net omfattede linjerne U1 på strækningen Reumannplatz – Praterstern, U2 mellem Karlsplatz og Schottenring samt U4 fra Hütteldorf til Heiligenstadt.
Bygningen af den første etape begyndte i 1969 på Karlsplatz – det største knudepunkt, hvor grundnettets tre linjer mødes, og hvor også U-banens styringscentral i lang tid befandt sig. U1 blev bygget fra grunden af. Den 1,8 kilometer lange linje 2, som var den underjordiske sporvognslinje, der åbnede i 1966 mellem Rathus og Babenberger Straße, blev efter ombygning integreret i nettet som U2. Det krævede dog etablering af nye strækninger i hver ende af sporvogntunnelen (fra Babenberger Straße til Karlsplatz samt fra Rathaus til Schottenring). Dermed blev strækningen forlænget med 3,5 kilometer. U4 blev skabt ved at ombygge den eksisterende Stadtbahn Wiental – und Donaukanallinie til en strømskinnedrevet U-bane og total ombygning af de fleste stationer. Til at finansiere bygningen blev der indført en særlig skat for virksomheder i Wien (Dienstgeberabgabe), der ved indførelsen i 1970 bidrog med 10 østrigske Schilling per måned per medarbejder. Skatten findes endnu, hvor der gives 0,72 Euro (2006).
Wiener U-bahns personbefordring begyndte den 8. maj 1976 på linje U4 mellem Heiligenstadt og Friedensbrücke. Den første nybyggede strækning blev taget i brug to år senere den 25. februar 1978, da linje U1 kørte i tunnelstrækningen mellem Reumannplatz og Karlsplatz.
Åbningen af linje U2 fulgte den 30. august 1980, der siden er kørt fra Karlsplatz over Schottentor til Schottenring.
Der er ofte sat spørgsmålstegn ved ideen med linje U2, da der på det meste af strækningen kører tre ækvivalente sporvogne, som har et langt større net. Den mest markante forskel i forhold til U2 og U4 lå dengang i den forholdsvis korte strækning og de to centralt beliggende rebroussementsstationer Karlsplatz og Schottenring. For passagererne betyder det en ekstra omstigning, som udligner den kortere køretid i forhold til den tidligere sporvogn. Den lille stationsafstand mellem U2-stationerne Volksteater og Lerchenfelder Straße, som kun var 250 meter, blev også kritiseret. Den sidstnævnte station blev derfor lukket i forbindelse med den tredje udbygningsfase i 2003. Da driften på linje U2 i forbindelse med ombygningsarbejder i 2004 til 2006 var indstillet, kunne de parallelt kørende sporvogne på Ringstraße da også uden problemer overtage de ekstra passagerer.
I september 1981 mislykkedes et forsøg med at skabe en U-bane-ring om den indre by og lade togene fra linje U2 køre over på U4's spor ved Schottenring og lade linjen fortsætte til Hietzing (der var U4's vestlige endestation dengang) som henholdsvis U2/4 og U4/2. Da Schottenring station blev anlagt som en krydsningsbanegård, hvor den vestfrakommende U4 oprindelig skulle være opsplittet i en nordgående U4 og en vestliggående gren (U5), så blev forsøget betragtet som en generalprøve på den planlagte senere forgrening af U2 mellem Schottenring og Rathaus. Da man måtte benytte korte togstammer (fordi stationerne på U2 er korte, hvilket er en arv fra banens tid som sporvognsbane) og på grund af utilstrækkelige sporskifteanlæg på Schottentor og Hietzing stationer opstod der store driftsforstyrrelser. Allerede efter 3 uger kørte U2 igen på sin oprindelige strækning mellem Karlsplatz og Schottenring via Stephansplatz. Problemerne, som førte til indstillingen af forsøget, er aldrig blevet løst.
Afslutningen af den første udbygningfase skete med udbygningen af U1's forlængelse fra Praterstern til Zentrum Kagran den 3. september 1982. Den sidstnævnte station blev senere omdøbt til Kagran for at undgå forveksling med Kagrans egentlige bycentrum. Dermed blev et område øst for Donau for første gang tilsluttet U-banenettet. Den samlede længde af nettet var dermed øget til 31,7 kilometer.

### Udvidelse af nettet med to linjer
Efter bygningen af grundnettet blev nye udbygningsplaner hurtigt virkeliggjort. Næste udbygning var den planlagte U6 på strækningen Heiligenstadt – Philadelphiabrücke, hvilket skulle ske ved en modernisering og forlængelse af Stadtbahn-linje G til en planlagt længde på 10,6 kilometer. Ydermere var den 8,4 kilometer lange nybygningsstrækning af U3 med en øst-veststrækning mellem Erdberg og Johnstraße blevet besluttet, som også medførte en underføring i den indre by.
Som følge af denne anden udbygningsfase kom linje U6 til i 1989 med en linjeføring mellem Heligenstadt og Philadelphiabrücke gennem en modernisering af Stadsbahns Gürtellinie og en omstilling til højrekørsel. For at skåne den værdifulde bygningsstruktur på den oprindelige bane, blev den ikke ombygget til kørsel med togsæt som på de øvrige linjer. I stedet indsatte man sporvognslignende togsæt på strækningen. I 1995 fulgte den første forlængelse af U6 til Siebenhirten gennem inddragelse af den oprindelige højbanestrækning af hurtigsporvognslinje 64 med en længde på 5,2 kilometer. I 1996 blev strækningen forlænget mod nord til Floridsdorf og erstattede dermed den nedlagte strækning af U6 til Heiligenstadt og den tidligere nedlagte forbindelse til Friedensbrücke. Begge disse nedlagte forbindelsesstrækninger er i dag fredet.
Før dette var linje U3 allerede åbnet i 1991 mellem Erdberg og Volkstheater, og var således efter line U1 den anden linje, der krydsede Wiens 1. Bezirk (Indre By). Den vestlige endestation Ottakring blev nået i 1998, og siden år 2000 ligger U3's sydøstlige endestation i Simmering. Denne linje er også kendt som "kulturlinjen", da der ligger flere kunstnerisk udsmykkede stationer på linjen, og den passerer forbi flere kulturinstitutioner på sin vej. Højdepunktet er stationen Volkstheater med et kunstmaleri på væggene og på det høje loft. Den samlede længde på nettet efter den anden udbygningsfase var 61 kilometer.

### Nuværende situation
I 2000 begyndte den tredje udbygningsfase. Lukningen af Lerchenfelder Straße station på linje U2 i 2003 var den første ændring af nettet i denne fase. Forlængelsen af U1 fra Kagran i nordlig retning til Leopoldau med en 4,6 kilometer ny strækning gik i drift den 2. september 2006. Forlængelsen af U2 fra Schottenring til Aspernstraße med 9 kilometer blev åbnet i to etaper. Første etape blev åbnet den 10. maj 2008, hvorved Ernst-Happel-Stadion kunne nås med U-bane under EM i fodbold i 2008. Anden etape til Aspernstraße over Donaustadsbrücke med en længde på 5 km og seks nye stationer åbnedes den 2. oktober 2010.

### Åbningsdatoer
Nedenstående oversigt viser i kronologisk rækkefølge åbningsdatoerne for de enkelte delstrækninger, henholdsvis den dato Wiener Stadtbahn blev omstillet til U-banedrift.
| Dato              | Linje | Strækning                                                                                 |
| ----------------- | ----- | ----------------------------------------------------------------------------------------- |
| 8. maj 1976       | U4    | Heiligenstadt – Friedensbrücke                                                            |
| 25. februar 1978  | U1    | Reumannplatz – Karlsplatz                                                                 |
| 3. april 1978     | U4    | Friedensbrücke – Schottenring                                                             |
| 15. august 1978   | U4    | Schottenring – Schwedenplatz – Karlsplatz                                                 |
| 18. november 1978 | U1    | Karlsplatz – Stephansplatz                                                                |
| 24. november 1979 | U1    | Stephansplatz – Nestroyplatz                                                              |
| 30. august 1980   | U2    | Schottenring – Rathaus – Karlsplatz                                                       |
| 27. oktober 1980  | U4    | Karlsplatz – Meidling Hauptstraße                                                         |
| 28. februar 1981  | U1    | Nestroyplatz – Praterstern                                                                |
| 31. august 1981   | U4    | Meidling Hauptstraße – Hietzing                                                           |
| 20. december 1981 | U4    | Hietzing – Hütteldorf                                                                     |
| 3. september 1982 | U1    | Praterstern – Kagran                                                                      |
| 7. oktober 1989   | U6    | Heiligenstadt – Philadelphiabrücke                                                        |
| 6. april 1991     | U3    | Erdberg – Volkstheater                                                                    |
| 4. september 1993 | U3    | Volkstheater – Westbahnhof                                                                |
| 3. september 1994 | U3    | Westbahnhof – Johnstraße                                                                  |
| 15. april 1995    | U6    | Philadelphiabrücke – Siebenhirten                                                         |
| 4. maj 1996       | U6    | Nußdorfer Straße – Floridsdorf (samtidig indstilling af Nußdorfer Straße – Heiligenstadt) |
| 5. december 1998  | U3    | Johnstraße – Ottakring                                                                    |
| 2. december 2000  | U3    | Erdberg – Simmering                                                                       |
| 2. september 2006 | U1    | Kagran – Leopoldau                                                                        |
| 10. maj 2008      | U2    | Schottenring – Praterstern – Stadion                                                      |
| 2. oktober 2010   | U2    | Stadion – Aspernstraße                                                                    |
| 5. oktober 2013   | U2    | Aspernstraße – Seestadt                                                                   |
| 2. september 2017 | U1    | Reumannplatz – Oberlaa                                                                    |

## Udbygning af nettet
Der planlægges en fortsat udbygning af Wiener U-bahn. Der er gennemført en omfattende analyse af de fremtidige behov for udvidelser af nettet i Netzanalyse Wiener Linien 2002, som er udarbejdet i samarbejde mellem Wiener Linien og Wiens forvaltning. Analysen beskriver udbygningsscenarier frem til 2025. Prioriteringen af nettets udbygningen er besluttet i Masterplan Verkehr 2003.

### Tredje udbygningsfase, 2000-2010
Forlængelsen af linje U1 fra Kagran til Leopoldau blev åbnet den 2. september 2006. Dermed blev 21. og 22. Bezirk knyttet bedre på U-banenettet. Ved endestationen Leopoldau blev der samtidig etableret en forbindelse til Stadtbahn.
Bygningen af U2's forlængelse til Ernst-Happel-Stadion og videre til Aspernstraße blev forsinket på grund af retlige stridigheder med nogle grundejere. Gennem en lovændring blev problemet løst, og bygningen af banen gennem det befolkningstætte 2. Bezirk blev dermed sikret. Strækningen til stadion åbnede den 10. maj 2008, og med åbningen af denne linje krydses Donau nu af tre U-banelinjer.
Den 28. september 2006 fulgte det officielle første spadestik for U2-udbygningen fra stadion til Aspernstraße under overværelse af borgmester Michael Häupl og rådmand for Økonomi og erhverv, viceborgmester Sepp Rieder. Den 5 kilometer lange delstrækning, der åbnede den 2. oktober 2010, er opført som højbaneanlæg og har seks stationer. På stationen Stadlau er der omstigningsmuligheder til ÖBB-tog. Også Wiens næststørste hospital – SMZ Ost – har fået egen station.
Den samlede længde af nettet er med denne udbygningsfase nået 74,6 kilometer.

### Fjerde udbygningsfase, 2010-2020
På baggrund af forhandlinger med staten i foråret 2007 lå det fast, at finansieringsnøglen med 50 procent central og 50 procent lokal finansiering ligger fast. Dermed var det økonomiske grundlag for en videre udbygning sikret, og der var enighed om, at følgende udbygninger vil være omfattet af en fjerde etape efter 2010:
- Forlængelse af U2 fra Aspern Straße til Flugfeld Aspern (nedlagt flyveplads i Wien, der er et stort byudviklingsområde) (2013)
- Forlængelse af U1 fra Reumannplatz til Rothneusiedl (2015)
- Forlængelse af U2 fra Karlsplatz til Gudrunstraße (2019)

Imidlertid førte nærmere undersøgelser til, at man i marts 2012 kundgjorde følgende ændringer til planen: U1 forlænges af økonomiske årsager ikke til Rothneusiedl, men linjen føres i stedet til Oberlaa i 10. Bezirk Favoriten. Forlængelsen skal stå færdig i 2017 og denne strækning er påbegyndt. Ved Alaudagasse forbereder man til en afgrening i tilfælde af at man senere beslutter sig for at bygge en linje til Rothneusiedl.
U2's forlængelse fra Karlsplatz til Gudrunsstraße er under revurdering. Det vurderes bl.a. om linjen i stedet skal udbygges med en sporvognslinje med forbindelse til Wien nye hovedbanegård.
Udbygningen af U2 til Flugfeld Aspern (nu benævnt Seestadt Aspern) er i gang og forventes afsluttet i 2013.

### Femte udbygningsfase, efter 2020
Indholdet af den femte udbygningsfase er endnu uvist, men følgende udbygninger blev drøftet under forhandlingerne om den fjerde udbygningsfase:
- Forlængelse af U4 fra Hütteldorf til Auhof
- Forlængelse af U6 fra Siebenhirten til Wiener Neudorf
- Forlængelse af U6 fra Floridsdorf til Rendesvousberg

Andre projekter, der endnu ikke er konkretiseret, kunne være:
- Bygning af en sydlig gren på U2 til Gutheil-Schoder-Gasse
- Bygning af en linje U5 som udgrening fra U2 til Hernals

## Kuriosa
- I al offentlig transport under Wiener Linien informeres om næste stop samt omstigningsmuligheder, ligesom der kommer lejlighedsvise opfordringer til at overlade sin plads til ældre og handicappede samt gør opmærksom på rygeforbud og lignende. Denne stemme tilhører den tidligere sikkerhedschef hos Wiener Linien Franz Kaida, som man via forskellige tests fandt ud af var bedst hørbar.
- På U-banestation Stephansplatz breder der sig – særligt om sommeren – en forfærdelig stank, som har givet anledning til mange myter. Forklaringen på stanken er dog ganske enkel: Under bygningen af stationen anvendte man til at forstærke loftet et byggemateriale på organisk basis for at forhindre, at loftet giver efter eller synker under vægten af Stephansdom. Materialet indgår i en kemisk reaktion, der udvikler smørsyre, når det er varmt. Når det er særlig slemt optræder der hvide skjolder i loftet og på vægge, når grundvandet trækker stoffet ud.
- Ved siden af de tunneler, der anvendes af togene, er der mange andre tunneler, hvor der ikke er adgang for passagererne. F.eks. fører spor 0 fra U1-stationen Stephansplatz til U4-stationen Schottentor. Ligeledes findes en forbindelse mellem U3-stationen Landstraße og U4-stationen Schwedenplatz, som forløber i en kurve under Wienfluss og Ringstraße. For tiden bygges et spor 20 mellem U3-stationen Erdberg og den nye U2-station Stadion. Disse ubefærdede strækninger bygges bl.a. til at henstille ventende vognmateriel.
- U2-stationen Lerchenfelder Straße blev nedlagt den 27. august 2003. På grund af forlængelsen af alle perronerne på U2 fra 75 til 115 meter forkortedes den i forvejen korte distance mellem Lerchenfelder Straße og Volkstheater yderligere, hvilket overflødiggjorde Lerchenfelder Straße station. Skilte og bænke er fjernet fra stationen, men perronerne står endnu som en spøgelsesstation og ses tydeligt ved forbikørsel.